# Gaultheria parvula
Gaultheria parvula är en ljungväxtart som beskrevs av D.J. Middleton. Gaultheria parvula ingår i släktet Gaultheria och familjen ljungväxter. Inga underarter finns listade i Catalogue of Life.